# NGC 3622
NGC 3622 é uma galáxia espiral (S?) localizada na direcção da constelação de Ursa Major. Possui uma declinação de +67° 14' 31" e uma ascensão recta de 11 horas, 20 minutos e 12,2 segundos.
A galáxia NGC 3622 foi descoberta em 6 de Abril de 1793 por William Herschel.